# Кореличи
Коре́личи (бел. Карэ́лічы, пол. Korelicze, лит. Koreličiai, идиш קארעליץ‎) — городской посёлок в Гродненской области Беларуси. Административный центр Кореличского района.
Расположен на реке Рутка (бассейн Немана), в 42 км от железнодорожной станции Городея (на линии Минск — Барановичи), в 189 км от Гродно, на автодороге Новогрудок—Несвиж.
Численность населения — 5 546 человек (на 1 января 2025 года).

## Этимология
Название Кореличи образовано от коллективного прозвища первопоселенцев — кореличи, которое следует понимать в значении «подданные Корелы». Прозвище Корела мог носить выходец из земли племени корела. По всей видимости, в окрестностях современных Кореличей осела группа представителей этого племени, растворившаяся впоследствии среди местного населения. Люди, поселившиеся на землях Корелы, стали зваться кореличами. По ассоциации это коллективное обозначение было перенесено на возникшее поселение.

## Геральдика
Герб и флаг учреждены Указом Президента Республики Беларусь от 1 декабря 2004 года № 590 и зарегистрированы в Государственном геральдическом регистре Республики Беларусь 16 декабря 2004 года № Б-23 и № Б-24. Одобрены решением Кореличского районного Совета депутатов от 26 июня 2003 года № 21.

## История
В белорусской историографии было распространено мнение, что впервые Мир, а в том числе и Кореличи упоминаются в так называемой «Хронике Линденблатта» в 1395 г. в связи нападением войск Тевтонского ордена.
В 2016 году во время проведения исследования белорусским историком Олегом Лицкевичем было обнаружено, что дата 1395 года является ошибочной, так как в источнике нет упоминания ни Кореличей, ни Мира. Историкам пришлось устанавливать новую дату первого упоминания Мира и земель, подчинённых ему (в то время к ним относились Кореличи). Этой датой стало 28 мая 1434 года, когда Великий князь литовский Сигизмунд Кейстутович дарит двор Мир и окрестные земли своему соратнику, виленскому каштеляну Сеньке Гедыгольдовичу. Среди поселений, входящих в окрестные земли, упоминаются и Кореличи.
В XV веке — усадьба великих князей Великого княжества Литовского. Со второй четверти XVII века местечко стало принадлежать Радзивиллам. С приходом новых хозяев местечко расцветает.
В 1736 году начала работать мануфактура ткацких гобеленов. Кореличские шпалеры не одно десятилетие украшали интерьеры замка в Несвиже.
25 ноября 1940 года Валевковский район переименован в Кореличский в связи с переносом районного центра из деревни Валевка в деревню Кореличи. 30 апреля 1958 года деревня Кореличи преобразована в городской посёлок.
20 октября 1995 года административные единицы Кореличский район и посёлок Кореличи, имеющие общий административный центр, объединены в одну административную единицу — Кореличский район.

## Демография
Численность населения — 5 546 человек (на 1 января 2025 года).
| Численность населения:                                                                          |
| Графики недоступны из-за технических проблем. См. информацию на Фабрикаторе и на mediawiki.org. |

| Год            | 1959 | 1970  | 1979  | 1989  | 2006  | 2018  | 2019  | 2020  | 2021 | 2023  | 2024  | 2025   |
| -------------- | ---- | ----- | ----- | ----- | ----- | ----- | ----- | ----- | ---- | ----- | ----- | ------ |
| Население чел. | 3935 | ▼3543 | ▲5107 | ▲6694 | ▲7442 | ▼6443 | ▼6418 | ▼6000 |      | ▼5820 | ▼5723 | ▼5 546 |

## Экономика
Завод по производству масла и сухого молока. В пригороде — племзавод. Льнозавод.

## Культура
- Государственное учреждение «Кореличский районный Центр культуры и народного творчества»
  - Кореличский Дом ремёсел
  - Кореличский молодёжный центр культуры
- Учреждение культуры «Кореличский районный краеведческий музей»
- Государственное учреждение культуры «Кореличская районная библиотека»
- Детские школы искусств

## Достопримечательность
- Церковь Святых апостолов Петра и Павла (1866)
- Костёл Божией Матери Неустанной Помощи (1938)

### Памятник скульптура
- Памятник В. И. Ленину
- Памятник Яну Чечоту
- Памятная доска в честь Героя П. А. Железняковича (2021)
- Памятная доска в честь Героя Н. Ф. Гастелло (2024)

### Утраченное наследие
- Усадьба Радзивиллов

## События и мероприятия
- Межрегиональный праздник «MIR-ФЕСТ» в Мирском замке и г. п. Кореличи[21]

## Галерея
- Панорама посёлка
- Районная администрация
- В центре посёлка
- Церковь Святых апостолов Петра и Павла
- Костёл Божией Матери Неустанной Помощи

## Известные уроженцы
- Борис Ионович Гиршович (1858—1911) — архитектор, выпускник Императорской Академии художеств (1886), член Петербургского общества архитекторов (1892). Осуществлял архитектурные проекты в стилях поздней эклектики, модерна и неоклассицизма. Среди реализованных работ архитектора — доходные дома, особняки, здания банков в Санкт-Петербурге, которые объявлены памятниками архитектуры и находятся под охраной.